# RS-449
RS-449规定了数据终端设备和数据通信设备之间的接口的功能特性和机械特性。规定RS-449采用平衡传输时的电气特性的协议是RS-422。规定非平衡传输时的电气特性的协议是RS-423，数据的传输率可达2M bit/s。协议规定了两个D-sub连接时第一个为37脚，第二个9脚。尽管这种协议没有在个人电脑上使用，这种接口在大型数据交换服务器上还是很常见的。RS-449的全称是EIA-449 通用数据终端设备和数据通信设备进行二进制数据的交换的37－9接口 。这个协议1992年9月写成。

## 其他连接
- EIA/TIA Standards（页面存档备份，存于）